# Verbascum sphenandroides
Verbascum sphenandroides är en flenörtsväxtart som beskrevs av C. Koch. Verbascum sphenandroides ingår i släktet kungsljus, och familjen flenörtsväxter. Inga underarter finns listade i Catalogue of Life.